# Canisy
Canisy is een gemeente in het Franse departement Manche (regio Normandië). De plaats maakt deel uit van het arrondissement Saint-Lô. In de gemeente ligt het gesloten spoorwegstation Canisy. Op 1 januari werd de aangrenzende gemeente Saint-Ébremond-de-Bonfossé aan de gemeente Canisy toegevoegd. Canisy telde op 1 januari 2022 1.723 inwoners.

## Geografie
De oppervlakte van Canisy bedroeg op 1 januari 2022 18,15 vierkante kilometer; de bevolkingsdichtheid was toen 94,9 inwoners per km².

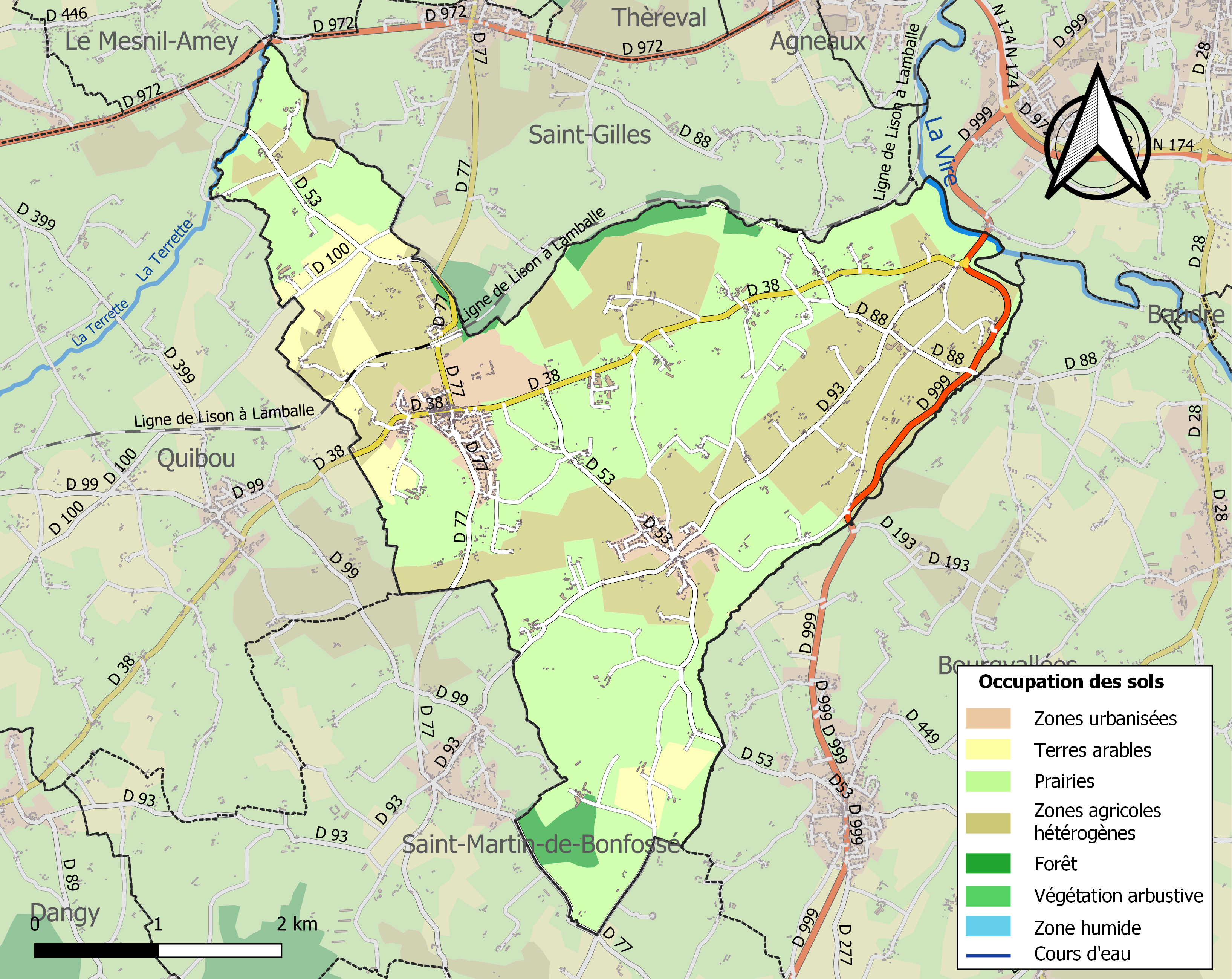
Kaart van de gemeente met de belangrijkste infrastructuur, bodemgebruik en omliggende gemeenten

## Demografie
Onderstaande figuur toont het verloop van het inwonertal (bron: INSEE-tellingen).